# Obersee (Königssee)
Der Obersee ist ein natürlicher Bergsee in den Berchtesgadener Alpen in Oberbayern.

## Beschreibung
Das Einzugsgebiet des Sees erstreckt sich über 38 km², mit einer mittleren Tiefe von 29,60 m und einer maximalen von 51 m hat er ein Wasservolumen von 16.855.000 m³. Mit einer Länge von 1,32 km, einer Breite von 0,42 km und einem Umfang von 3,5 km umfasst er eine Wasserfläche von 57 Hektar. Sein Wasserspiegel liegt bei 613,1 m ü. NHN.
Vom wenig nördlich gelegenen Königssee ist er durch einen Moränenwall, dessen Ausdehnung auf 700 m Länge, 800 m Breite und 320 m Höhe geschätzt wird, getrennt. Der Schutt eines im Jahr 1172 niedergegangenen Bergsturzes liegt in Form mächtiger Blöcke noch heute sichtbar im Auwald des Talgrunds und den Aualmen der Saletalm.
Am Südufer liegt auf einer Höhe von 620 m die 500 Jahre alte Fischunkelalm, die von Mitte Mai bis Mitte Oktober von zwei Sennerinnen bewirtschaftet wird.
An den Längsseiten des insellosen Sees ragen 1000 m hohe Felswände auf, während am südlichen Ufer das Gelände sanft ansteigt. Von der dahinter aufsteigenden 470 m hohen Röthwand stürzt der Röthbachfall auf den Almboden herab, und von der nördlich sich anschließenden Brustwand der Landtalgraben. Die Bäche vereinigen sich und versickern in der Fischunkel, dem hintersten Teil des Tals, und fließen dem Obersee unterirdisch zu.
Der Obersee speist über einen rund 600 m langen Wildbach den Königssee, der Saletbach genannt wird. Auf halbem Wege zum Königssee weitet sich der Bach nach Süden zum kleinen Mittersee. Dieser ist rund 110 m lang und 60 m breit, bei einer Größe von nur 0,44 ha. Der Wasserspiegel liegt auf einer Höhe von 608 m ü. NHN.
Der Obersee wird seit der Schaffung des Nationalparks Berchtesgaden am 1. August 1978 nicht mehr befischt. Heute finden sich im Obersee zahlreiche Fischarten, darunter vor allem der Seesaibling und die Seeforelle.

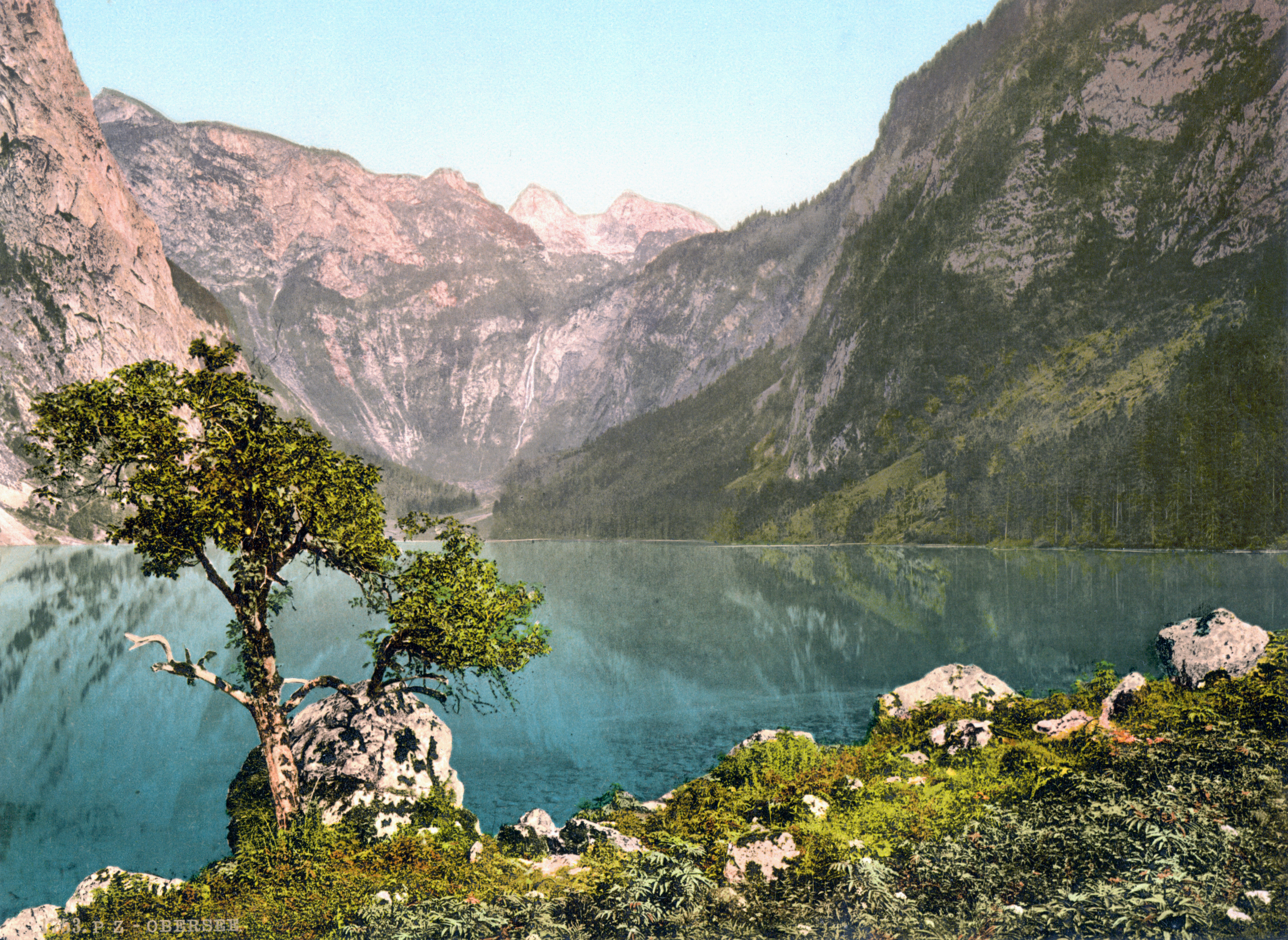
Obersee um 1900, im Kessel über der Röthwand liegt die Wasseralm, links Hochsäul (2073 m)
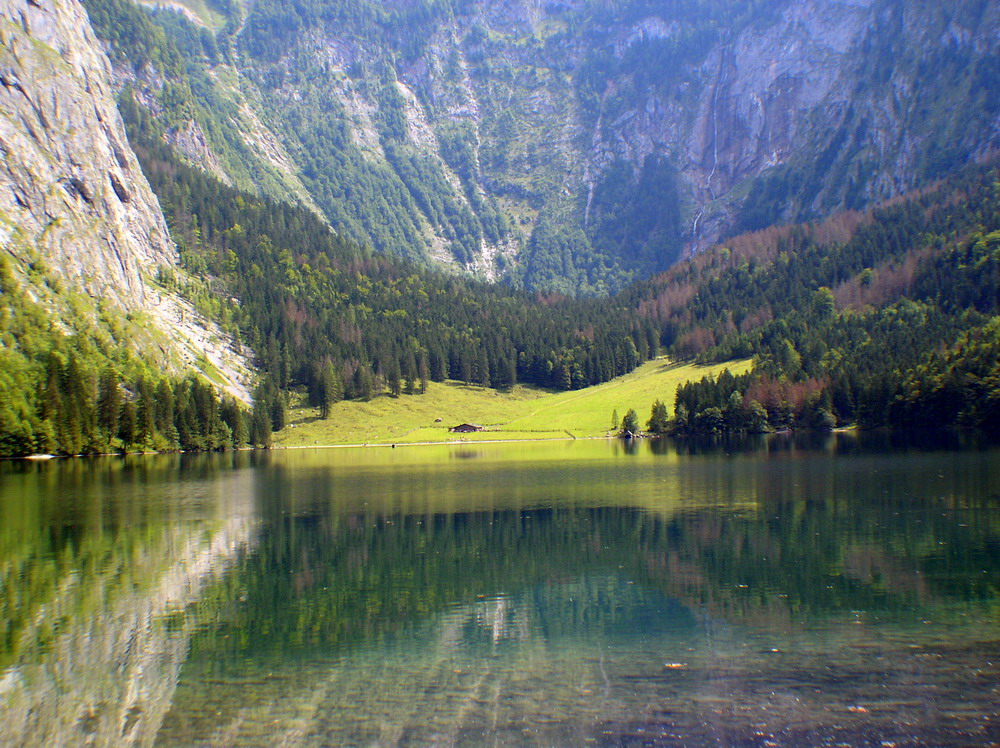
Blick über den Obersee auf die Fischunkelalm, dahinter die Röth
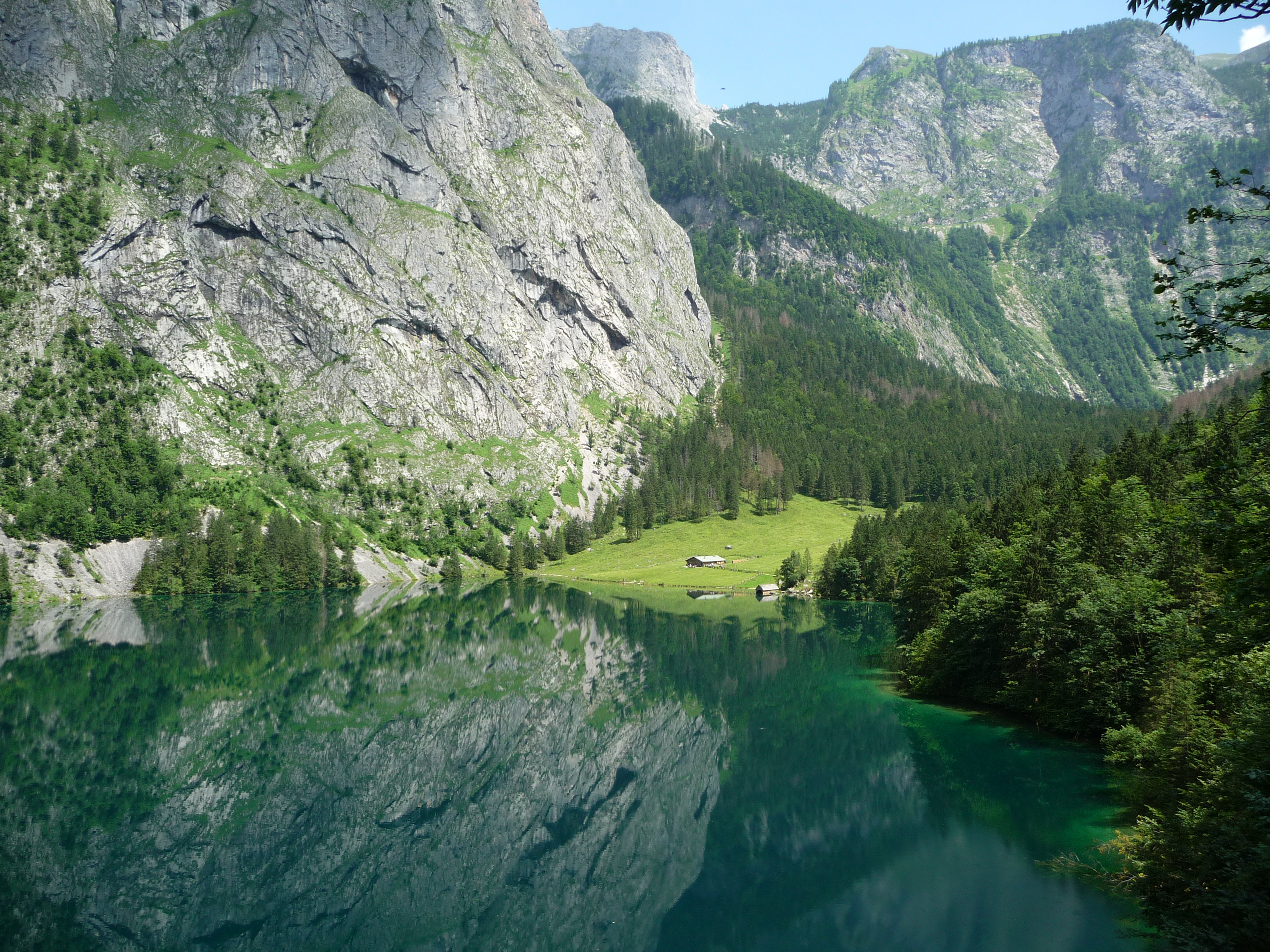
Blick auf das Ostufer (Fischunkelalm)
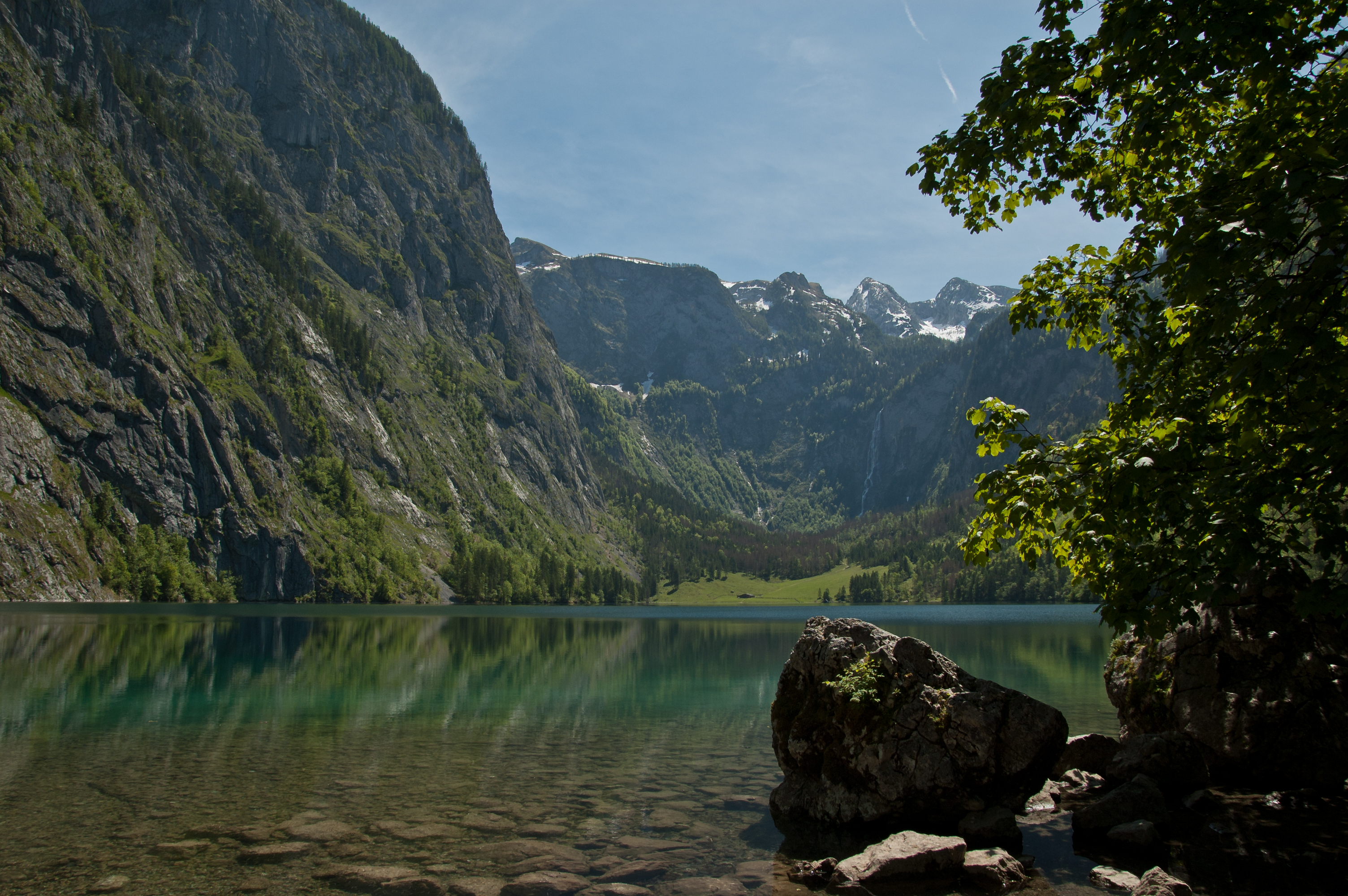
Taleinwärts, im Hintergrund der Röthbachfall, hinten die Teufelshörner
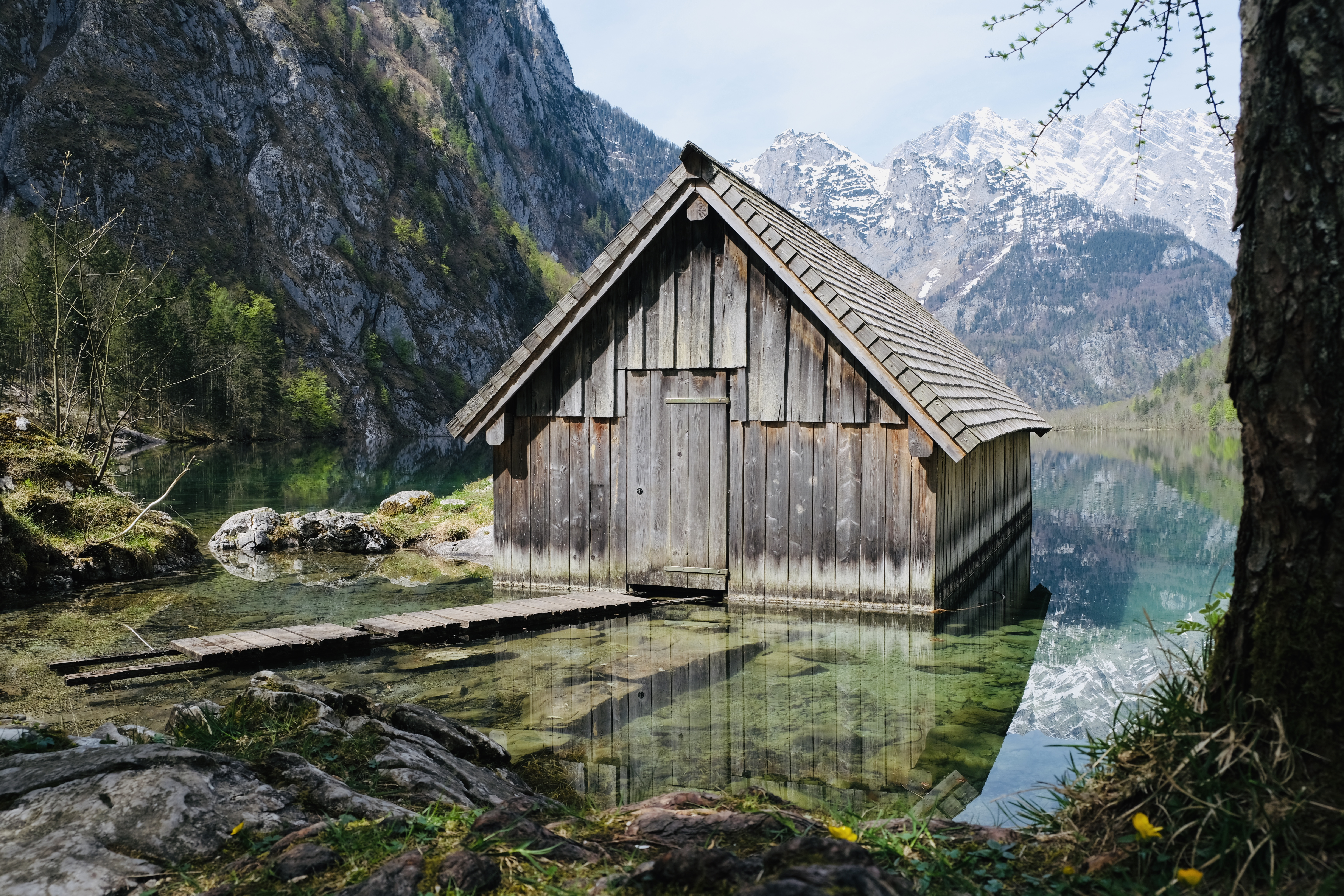
Bootshaus am Obersee
- Impressionen vom Obersee